# Кенан Їлдиз
Кена́н Їлди́з (тур. Kenan Yıldız; нар. 4 травня 2005, Регенсбург) — турецький футболіст, півзахисник/нападник італійського клубу «Ювентус» і збірної Туреччини.

## Клубна кар'єра
Вихованець німецьких клубів «Заллерн» (Регенсбург) і «Ян» (Регенсбург). 2012 року приєднався до академії «Баварії» у віці 7 років.

### «Ювентус»
У 2022 році приєднався до італійського «Ювентуса». 28 вересня 2022 року англійська газета The Guardian назвала його одним з 60-ти найкращих футболістів світу 2005 року народження. 17 грудня 2022 року дебютував за резервну команду «Ювентус Некст Джен» в матчі Серії C проти клубу «Віртус Верона».
20 серпня 2023 року дебютував за основну команду клубу, вийшовши на заміну Душану Влаховичу в матчі Серії A проти «Удінезе». 30 серпня продовжив контракт з «Ювентусом» до 2027 року. 7 листопада переведений до складу першої команди «Ювентуса». 23 грудня вперше вийшов у стартовом складі «Ювентуса» на матч Серії А проти «Фрозіноне», також відзначився першим забитом голом за команду. Таким чином став наймолодшим (18 років і 233 днів) в історії автором голу «Ювентуса» серед легіонерів в Серії А, яким до цього був Данубіо Салаєта (19 років і 99 днів), а також третім наймолодшим голеадором клубу в Серії А в 21 столітті після Мойзе Кена і Кінгслі Комана. У своєму дебютному сезоні забив 3 голи в 30 поєдинках за «Ювентус», ставши володарем Кубка Італії.
17 вересня 2024 року в матчі загального етапу Ліги чемпіонів УЄФА проти нідерландського ПСВ дебютував у єврокубках, відзначившись також і своїм першим голом за «Ювентус». У жовтні 2024 року ввійшов у список 25-ти фіналістів на звання «Golden Boy» 2024 року.
В червні 2025 року виступав на клубному чемпіонаті світу в США. На турнірі провів чотири матчі, відзначившись голом проти еміратського «Аль-Айна» та дублем проти марокканського «Відада», а його команда дійшла до 1/8 фіналу, де поступилась мадридському «Реалу».

## Кар'єра в збірній
Виступав за збірні Туреччини до 17 і до 21 року.
В жовтні 2023 року вперше викликаний до збірної Туреччини для участі в матчах відбіркового турніру до чемпіонату Європи 2024 проти збірних Хорватії і Латвії. 12 жовтня дебютував за збірну Туреччини, вийшовши на заміну Керему Актюркоглу в поєдинку проти Хорватії. 18 листопада 2023 року в товариському матчі проти збірної Німеччини відзначився першим голом за збірну.
7 червня 2024 року включений до заявки збірної Туреччини для участі в матчах фінальної частини чемпіонату Європи 2024 в Німеччині. На турнірі зіграв у всіх матчах групового етапу проти збірних Грузії, Португалії і Чехії, а також у матчах 1/8 фіналу проти збірної Австрії та чвертьфіналі проти збірної Нідерландів, в якому турки поступились (1-2).

## Особисте життя
Народився в німецькому місті Регенсбурзі в родині турка і німкені.

## Статистика виступів

### Клубна статистика
Станом на 1 липня 2025 
| Клуб               | Сезон             | Чемпіонат         | Чемпіонат | Чемпіонат | Кубок | Кубок | Єврокубки | Єврокубки | Інші  | Інші | Всього | Всього |
| Клуб               | Сезон             | Дивізіон          | Матчі     | Голи      | Матчі | Голи  | Матчі     | Голи      | Матчі | Голи | Матчі  | Голи   |
| ------------------ | ----------------- | ----------------- | --------- | --------- | ----- | ----- | --------- | --------- | ----- | ---- | ------ | ------ |
| Ювентус Некст Джен | 2022–23           | Серія C           | 7         | 0         | 0     | 0     | 0         | 0         | 1     | 0    | 8      | 0      |
| Ювентус Некст Джен | 2023–24           | Серія C           | 7         | 2         | 0     | 0     | 0         | 0         | 0     | 0    | 7      | 2      |
| Ювентус Некст Джен | Всього            | Всього            | 14        | 2         | 0     | 0     | 0         | 0         | 1     | 0    | 15     | 2      |
| Ювентус            | 2023–24           | Серія А           | 27        | 2         | 5     | 2     | 0         | 0         | 0     | 0    | 32     | 4      |
| Ювентус            | 2024–25           | Серія А           | 35        | 7         | 2     | 0     | 10        | 1         | 5     | 4    | 52     | 12     |
| Ювентус            | Всього            | Всього            | 62        | 9         | 7     | 2     | 10        | 1         | 5     | 4    | 84     | 16     |
| Всього за кар'єру  | Всього за кар'єру | Всього за кар'єру | 76        | 11        | 7     | 2     | 10        | 1         | 6     | 4    | 99     | 18     |

1. ↑  Матчі в Кубку італійської Серії C
2. ↑  Матчі в Лізі чемпіонів УЄФА
3. ↑  1 матч і 1 гол в Суперкубку Італії, 4 матчі і 3 голи на клубному чемпіонаті світу

### Міжнародна статистика
Станом на 11 червня 2025 
| Збірна            | Сезон             | Товариські | Товариські | Офіційні | Офіційні | Всього | Всього |
| Збірна            | Сезон             | Матчі      | Голи       | Матчі    | Голи     | Матчі  | Голи   |
| ----------------- | ----------------- | ---------- | ---------- | -------- | -------- | ------ | ------ |
| Туреччина         |                   |            |            |          |          |        |        |
| 2023              | 1                 | 1          | 2          | 0        | 3        | 1      |        |
| 2024              | 4                 | 0          | 10         | 1        | 14       | 1      |        |
| 2025              | 2                 | 0          | 2          | 0        | 4        | 0      |        |
| Всього за кар'єру | Всього за кар'єру | 7          | 1          | 14       | 1        | 21     | 2      |

### Матчі за збірну
Станом на 11 червня 2025 
| Матчі Кенана Їлдиза за збірну Туреччини | Матчі Кенана Їлдиза за збірну Туреччини | Матчі Кенана Їлдиза за збірну Туреччини | Матчі Кенана Їлдиза за збірну Туреччини | Матчі Кенана Їлдиза за збірну Туреччини | Матчі Кенана Їлдиза за збірну Туреччини | Матчі Кенана Їлдиза за збірну Туреччини | Матчі Кенана Їлдиза за збірну Туреччини |
| №                                       | Дата                                    | Суперник                                | Рахунок                                 | Голи                                    | Картки                                  | Хвилини                                 | Змагання                                |
| --------------------------------------- | --------------------------------------- | --------------------------------------- | --------------------------------------- | --------------------------------------- | --------------------------------------- | --------------------------------------- | --------------------------------------- |
| 1                                       | 12 жовтня 2023                          | Хорватія                                | 1–0                                     |                                         |                                         | 4'                                      | Відбіркові матчі ЧЄ-2024                |
| 2                                       | 18 листопада 2023                       | Німеччина                               | 3–2                                     | 1                                       |                                         | 73'                                     | Товариський матч                        |
| 3                                       | 21 листопада 2023                       | Уельс                                   | 1–1                                     |                                         |                                         | 31'                                     | Відбіркові матчі ЧЄ-2024                |
| 4                                       | 22 березня 2024                         | Угорщина                                | 0–1                                     |                                         |                                         | 77'                                     | Товариський матч                        |
| 5                                       | 26 березня 2024                         | Австрія                                 | 1–6                                     |                                         |                                         | 90'                                     | Товариський матч                        |
| 6                                       | 4 червня 2024                           | Італія                                  | 0–0                                     |                                         |                                         | 90'                                     | Товариський матч                        |
| 7                                       | 10 червня 2024                          | Польща                                  | 0–1                                     |                                         |                                         | 19'                                     | Товариський матч                        |
| 8                                       | 18 червня 2024                          | Грузія                                  | 3–1                                     |                                         |                                         | 85'                                     | Фінальні матчі ЧЄ-2024                  |
| 9                                       | 22 червня 2024                          | Португалія                              | 0–3                                     |                                         |                                         | 32'                                     | Фінальні матчі ЧЄ-2024                  |
| 10                                      | 26 червня 2024                          | Чехія                                   | 2–1                                     |                                         | 37'                                     | 76'                                     | Фінальні матчі ЧЄ-2024                  |
| 11                                      | 2 липня 2024                            | Австрія                                 | 2–1                                     |                                         |                                         | 78'                                     | Фінальні матчі ЧЄ-2024                  |
| 12                                      | 6 липня 2024                            | Нідерланди                              | 1–2                                     |                                         |                                         | 77'                                     | Фінальні матчі ЧЄ-2024                  |
| 13                                      | 6 вересня 2024                          | Уельс                                   | 0–0                                     |                                         | 25'                                     | 77'                                     | Ліга націй УЄФА 2024–25 (А)             |
| 14                                      | 9 вересня 2024                          | Ісландія                                | 3–1                                     |                                         |                                         | 16'                                     | Ліга націй УЄФА 2024–25 (А)             |
| 15                                      | 11 жовтня 2024                          | Чорногорія                              | 1–0                                     |                                         |                                         | 21'                                     | Ліга націй УЄФА 2024–25 (А)             |
| 16                                      | 14 жовтня 2024                          | Ісландія                                | 4–2                                     |                                         | 57'                                     | 90'                                     | Ліга націй УЄФА 2024–25 (А)             |
| 17                                      | 19 листопада 2024                       | Чорногорія                              | 1–3                                     | 1                                       |                                         | 90'                                     | Ліга націй УЄФА 2024–25 (А)             |
| 18                                      | 20 березня 2025                         | Угорщина                                | 3–1                                     |                                         |                                         | 90'                                     | Ліга націй УЄФА 2024–25 (плей-оф)       |
| 19                                      | 23 березня 2025                         | Угорщина                                | 3–0                                     |                                         |                                         | 82'                                     | Ліга націй УЄФА 2024–25 (плей-оф)       |
| 20                                      | 7 червня 2025                           | США                                     | 2–1                                     |                                         |                                         | 76'                                     | Товариський матч                        |
| 21                                      | 11 червня 2025                          | Мексика                                 | 0–1                                     |                                         |                                         | 85'                                     | Товариський матч                        |

Всього: 21 матч / 2 голи; 11 перемог, 3 нічиї, 7 поразок.

## Досягнення
«Ювентус»
- Володар Кубка Італії: 2023–24[32]